# 1033 w polityce

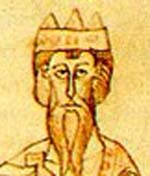
Konrad II Salicki

Wydarzenia polityczne w 1033 roku.

## Wydarzenia
- Konrad II Salicki[1] zostaje królem Burgundii.
- Po śmierci Ottona jego dzielnicę przejął Mieszko II Lambert (włączył pod swe panowanie także ziemie Dietrzycha)[2].

## Zmarli
- 3 maja Kunegunda Luksemburska, cesarzowa rzymska[3], żona Henryka II Świętego.